# Lidingby
Lidingby är en bebyggelse söder om Enköping i Enköpings kommun.  Bebyggelsen klassades 2020 som en småort.